# Moonlight (album Eda Falaschiego)
Moonlight jest albumem solowym Eda Falaschiego - byłego wokalisty Angry oraz założyciela i lidera Almy.
Zawiera 9 przearanżowanych kompozycji, które Edu napisał dla tych zespołów (8 dla Angry i jedną dla Almy). Jest to płyta wydana jako podsumowanie 25 lat jego kariery muzycznej.

## Lista utworów[1]
1. Nova Era (Angra)
2. Bleeding Heart (Angra)
3. Arising Thunder (Angra)
4. Rebirth (Angra)
5. Breathe (Almah)
6. Angels and Demons (Angra)
7. Spread Your Fire (Angra)
8. Wishing Well (Angra)
9. Heroes of Sand (Angra)

## Twórcy[2]
- Edu Falaschi - wokal, gitara akustyczna, aranżacja
- Tiago Mineiro - fortepian, aranżacja
- Adriano Machado - orkiestra, aranżacja